# Orthosia albescens
Orthosia albescens là một loài bướm đêm trong họ Noctuidae.